# ユニオン・グラウンズ
ユニオン・グラウンズ（Union Grounds）は、アメリカ合衆国ニューヨーク市ブルックリン区にかつて存在した野球場。アメリカにプロ野球組織ができる以前の1860年代に、いくつものニューヨークの著名な野球クラブが本拠地とし、初期のナショナルリーグの試合でも用いられた。

## 歴史
1862年に、当時ブルックリンのウィリアムズバー地区でスケートリンクを経営していたウィリアム・キャンメイヤー（William Cammeyer）の手により、スケートリンクの敷地が夏場に野球場として使えるよう改修されて開場した。球場の廻りが塀で囲まれ、1500人ほどが入れる観客席があったことで、ユニオン・グラウンズでの野球の試合では、観客から入場料を取ることができるようになった。当初の入場料は10セントであったという。球場はブルックリンの何本かの通りに囲まれ、センターの深い位置に三階建ての塔が立っていた。この塔は冬場スケートリンクとして使う際に沢山のランプが燈され、照明塔のような役割を果たしていた建物である。野球場として運営され始めてから、この塔はすぐ取り除かれる予定だったそうだが、結局は球場が解体されるまでグラウンドに残っていた。
開場後、当時ブルックリンで著名な野球クラブであったエックフォード・クラブ、アトランティック・クラブなどがこの球場で試合を行ったが、特に大きな試合での入場料収入の配分については、対戦相手からクレームがくることもしばしばあったようである。1871年にナショナル･アソシエーションのリーグが始まると、ニューヨークやブルックリンを本拠地とする上記チームが主催する試合が多く行われた。その後1875年までにエックフォード・クラブやアトランティック・クラブは活動を停止したが、ニューヨークのミューチュアル・クラブは1876年に始まったナショナルリーグに参加し、引き続きユニオン・グラウンズを使用してナショナルリーグの試合を行っていた。
プロ球団の本拠地としては、ミューチュアル・クラブ破綻後の1877年に本拠地を移ってきたブルックリン・ハートフォーズが使用したのが最後である。球場は1883年7月に解体された。

## 主要な出来事
- 1862年5月15日：球場が開場
- 1862年6月5日,6日：ブルックリン東部のクラブ連合とフィラデルフィアのクラブ連合の対抗戦が行われる。
- 1868年：ニューヨークのミューチュアル・クラブが本拠地として使用を始める。
- 1871年5月25日：ナショナル・アソシエーションの最初の試合。トロイ25-10ミューチュアル・クラブ
- 1876年4月25日：最初のナショナルリーグの試合。ボストン・レッドストッキングス 7対6 ミューチュアル・クラブ
- 1877年：ハートフォード・ダークブルースが移転し本拠地として使用する。
- 1878年7月26日：球場での最後のナショナルリーグの試合が行われる（ミルウォーキー対ブロビデンス）
- 1882年9月16日：このグラウンドでの最後の試合